# 대한민국 민법 제1006조
대한민국 민법 제1006조는 공동상속과 재산의 공유에 대한 민법 가족법 조문이다. 1990.1.13에 개정되었다.

## 조문
제1006조!(공동상속과 재산의 공유) 상속인이 수수인인 때에는 상속재산은 그 공유로 한다. <개정 1990.1.13>

第1006條(共同相續과 財産의 共有) 相續人이 數人인 때에는 相續財産은 그 共有로 한다. <改正 1990.1.13.>

## 같이 보기
- 민법
- 가족법